# يوهان فاولهابر
يوهان فاولابر (بالألمانية: Johannes Faulhaber)‏ (ولد في 5 مايو 1580، وتوفي في 10 سبتمبر 1635)، هو عالم رياضيات ألماني.
أهم عمل قام به فاولهابر في الرياضيات كان حساب مجموع الأعداد الطبيعية مرفوعة إلى قوة ما. أشار جاكوب برنولي إلى فاولهابر في كتابه أرس كونجكتاندي.